# Cristal Baschet
Pour les articles homonymes, voir Baschet.
L'Orgue de verre Lasry-Baschet, orgue de cristal Lasry ou Cristal Baschet sont un même nom, à différentes époques, de diverses évolution de l'euphone. Bernard (sculpteur, formation ingénieur) et François (sculpteur, formation HEC) Baschet, dits "Les frères Baschet" régénèrent cet instrument de musique à partir de 1952 lorsque s'engage une collaboration musicale avec le compositeur et pianiste Jacques Lasry. Les premiers montages des frères Baschet sont des harpes métalliques posées sur le piano de ce dernier. Ces divers montages sont définis comme des  l« percussions multitimbrales ». À ce jour des musées ont intégré cette lutherie-sculpture contemporaine. 

## Fabrication

### Genèse et fondements acoustiques
Alors que le  Vibraphone à transmission dans l'air du son par tubes avec une modulation typique existe de façon populaire depuis 1930,
avant de concevoir l'Orgue de Cristal Baschet (et plus généralement, les Structures Sonores Baschet multiformes, structures physiques qui accompagnent le geste de l'intrumentiste), François et Bernard Baschet « subissent » selon leurs dires l'apprentissage de la musique pianistique écrite.
À l'âge adulte ils définissent en conséquence un instrument de musique qui n'existerait pas encore et qui serait « manquant ». Ils effectuent des travaux et des expérimentations diverses appuyées par de nombreuses recherches acoustiques à travers les ouvrages et expérimentations de célèbres physiciens et acousticiens tels que Henri Bouasse, Ernst Chladni, Lord Rayleigh, Hermann von Helmholtz et bien d'autres.
Au début des années 1950, ces recherches permettent de concevoir des instruments
qui permettent une musique écrite (partition classique ou partition graphique) ou encore non écrite. Il s'agit de la réunion d’au moins trois des quatre éléments suivants :
1. Un élément donnant une vibration périodique (corde, anche, membrane, plaque...) avec un écho fourni par une « queue de cheval » de fils métalliques[1] ;
2. Une forme d’énergie pour activer le vibrateur (archet, vent, percussion...) qui doit être mécanique ;
3. Un dispositif permettant d’évoluer au sein de la gamme (clavier, système de clés, frettes...) ;
4. Un amplificateur de son (caisse de résonance, pavillon, table d’harmonie...) qui n'est pas électrique[1].

L'entretien de vibration par un système électrique ou une mécanique en mouvement est écarté (voir l'harmonica de verre dont les résonnateurs en cristal sont entrainés par un moteur et l'Orgue Hammond avec sa roue phonique).
Il pouvait également être ajouté des vibrateurs sympathiques afin d’ajouter des formants dans le son, d’en enrichir le timbre. Par ce système combinatoire, les frères Baschet travaillèrent sur l’élaboration d’une table récapitulative leur permettant de décrire les instruments existants et ceux pouvant être créés par la suite. Après une autre période d’expérimentations acoustiques les frères Baschet choisissent d’exploiter les possibilités sonores offertes par les tiges de cristal (ou de verre) et plaques métalliques résonnantes encastrées à une seule extrémité. Ils se basèrent sur les travaux de l’acousticien Français Henri Bouasse dont les études sur ces éléments vibrants n’avaient jamais donné lieu à des recherches abouties du point de vue organologique. Les frères Baschet, dont l’ambition première fut de créer une famille d’instruments nouvelle et cohérente, orientent donc leurs recherches sur cette catégorie de vibrateur (verge idiophone).

### Le fonctionnement acoustique du Cristal Baschet

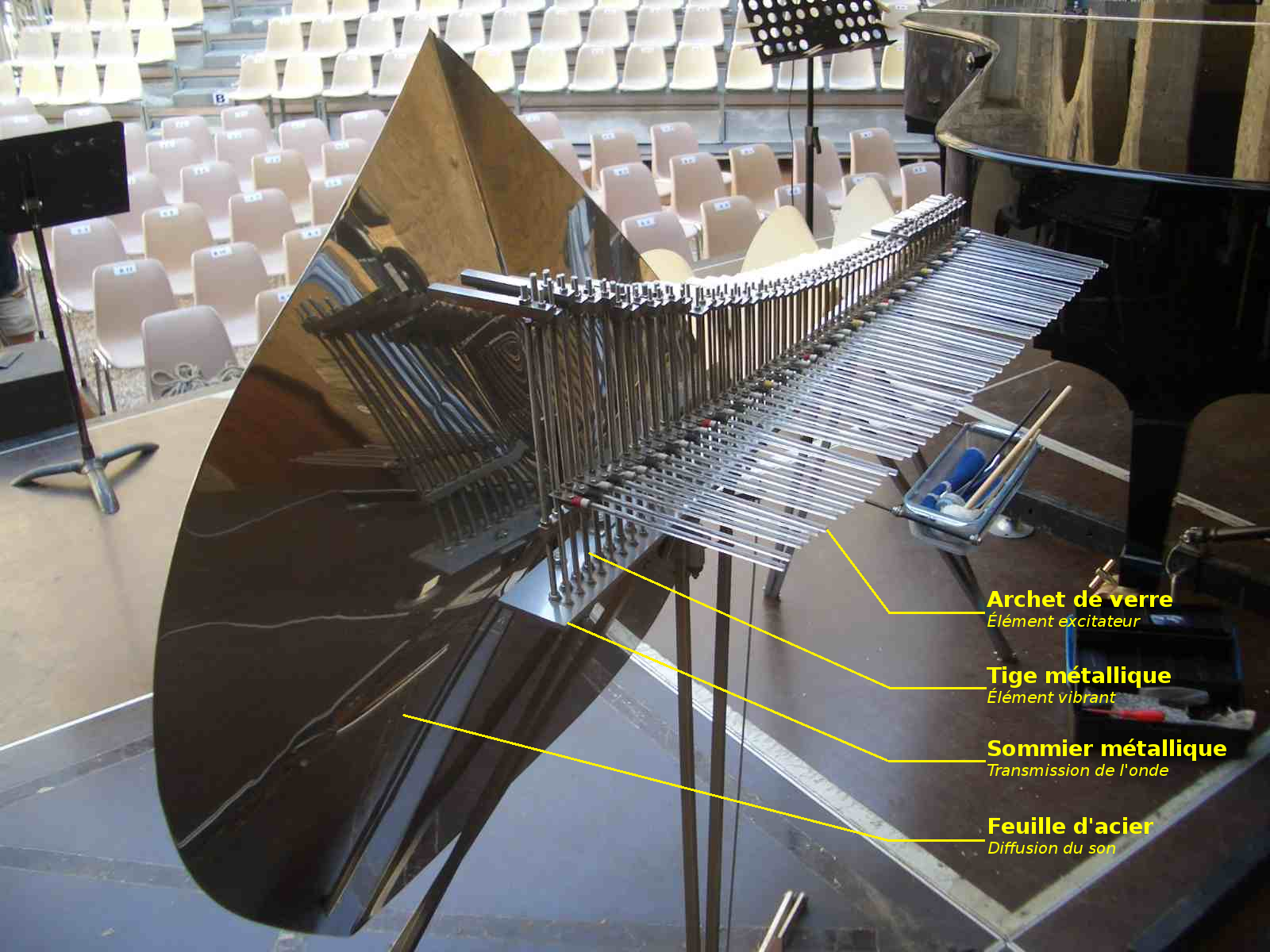
Rôle acoustique des différents composants du Cristal Baschet.

C’est en se basant sur ces écrits acoustiques qu'ils redécouvrent cette famille instrumentale des percussions mélodiques (harpe à cordes métalliques, kalimba à lames, euphone inventé en 1789 et achevé en 1790) et décident de les regénérer, aux côtés d'autres artisans dans d'autres pays, en utilisant la technologie acquise depuis 1890 pour les pavillons acoustiques et pour les plaques de réverbération depuis 1927. Par définition de ce qu’est un instrument de musique sur la base de l'Harmonie et l'Inharmonicité, Bernard et François Baschet développent une lutherie innovante qui compose l’intégralité des « Structures Sonores Baschet », intéressant des musées sous l'angle privilégié de la sculpture sonore.

#### L’élément vibrant
Le vibrateur de l'euphone est une tige métallique encastrée par une seule extrémité (verge) dans un sommier métallique plus lourd. L’énergie vibratoire de la tige se propage dans cette pièce avant d’être irradiée dans l’air par l’intermédiaire d’un radiateur de son.

#### Mode de mise en vibration
L'euphone utilise le principe de la friction, c'est un métallophone à friction (archet). Le résonateur (la tige métallique) est mise en vibration par un archet de verre) que l’on frotte avec les doigts humides. Dans le cas du Glassharmonica de Benjamin Franklin, cette friction met en vibration une coupe de cristal, les tiges de verre de l'euphone n’ont qu’un rôle d’excitateur. Elles ne produisent pas de son et ne font que transmettre leurs vibrations.
Il est également possible de produire le son par percussion. Il faut, pour cela, se munir de différents marteaux utilisés traditionnellement en percussion. Avec ce mode de jeu, il ne faut cependant pas frapper les tiges de verre au risque de les briser, mais directement les parties métalliques.

#### Tempérament, dispositif de hauteur
Les archets de verre servent chacun à exciter une note à une hauteur précise. La hauteur de la note (sa fréquence fondamentale) est conditionnée par la longueur de la tige métallique. Les archets de verre furent d’abord verticaux avant de devenir horizontaux à la demande d’Yvonne Lasry. Ce changement eut une grande incidence sur le mode de jeu et le tempérament et permit par la suite de nombreuses améliorations techniques de l’instrument. Les baguettes de verre purent ainsi être rapprochées, permettant un accroissement de la tessiture de l’instrument qui peut s’étendre jusqu’à 5 octaves dans les grands Cristals allant de Fa0-Sol5. De plus, l’instrument autrefois accordé en tierces mineures est ainsi devenu chromatique mais peut également être accordé différemment. Le jeu du Cristal Baschet se caractérise par un va-et-vient constant du doigt humide qui caresse ou percute doucement les tiges de verre. Les accords sont faits par plusieurs doigts, les sons entretenus et divers jeux sur la vélocité sont possibles.

#### La radiation du son
Les premiers radiateurs du Cristal Baschet furent des vessies pneumatiques. Ce mode de diffusion est hérité d’une invention initiale de François Baschet : la guitare gonflable de voyage. La dynamique du son donné par les vessies est faible avec un timbre très doux. Des cordes de piano dressées, que l'on retrouve toujours sur les Cristals Baschet contemporains, était ajoutées, appelées "moustaches", afin d'enrichir le timbre en aigus. Les frères Baschet entreprirent un vaste travail de recherche des différentes matières et formes permettant de créer des radiateurs sonores. Ils utilisèrent par exemple des tôles en acier pliés selon l'effet sonore désiré ou des cônes en carton, en résine epoxy ou polyester. Le travail sur ces radiateurs permet de varier le timbre et l'enveloppe dynamique du son de l’instrument.
Des fûts cylindriques furent également utilisés pour le cristal basse. Dans le cas présent, la vibration est transmise à une plaque mince de contreplaqué suspendue et retenue par une membrane en caoutchouc. La vibration est donc transmise à la colonne d’air à l’intérieur d’un fût métallique amplifiant ainsi le son.
Le Cristal Baschet est toujours exclusivement fabriqué aujourd'hui par l'association Structures Sonores Baschet fondée par Bernard Baschet. Légataire des savoir-faire Baschet, dont il a été l'assistant de 1997 à 2013, Dr. Frédéric Bousquet a participé à la redécouverte de nom initial de l'instrument "euphone" et développe divers modèles sous la marque Titanium euphone au sein de l'entreprise TitaniumSound.

## Classification et fonctionnement

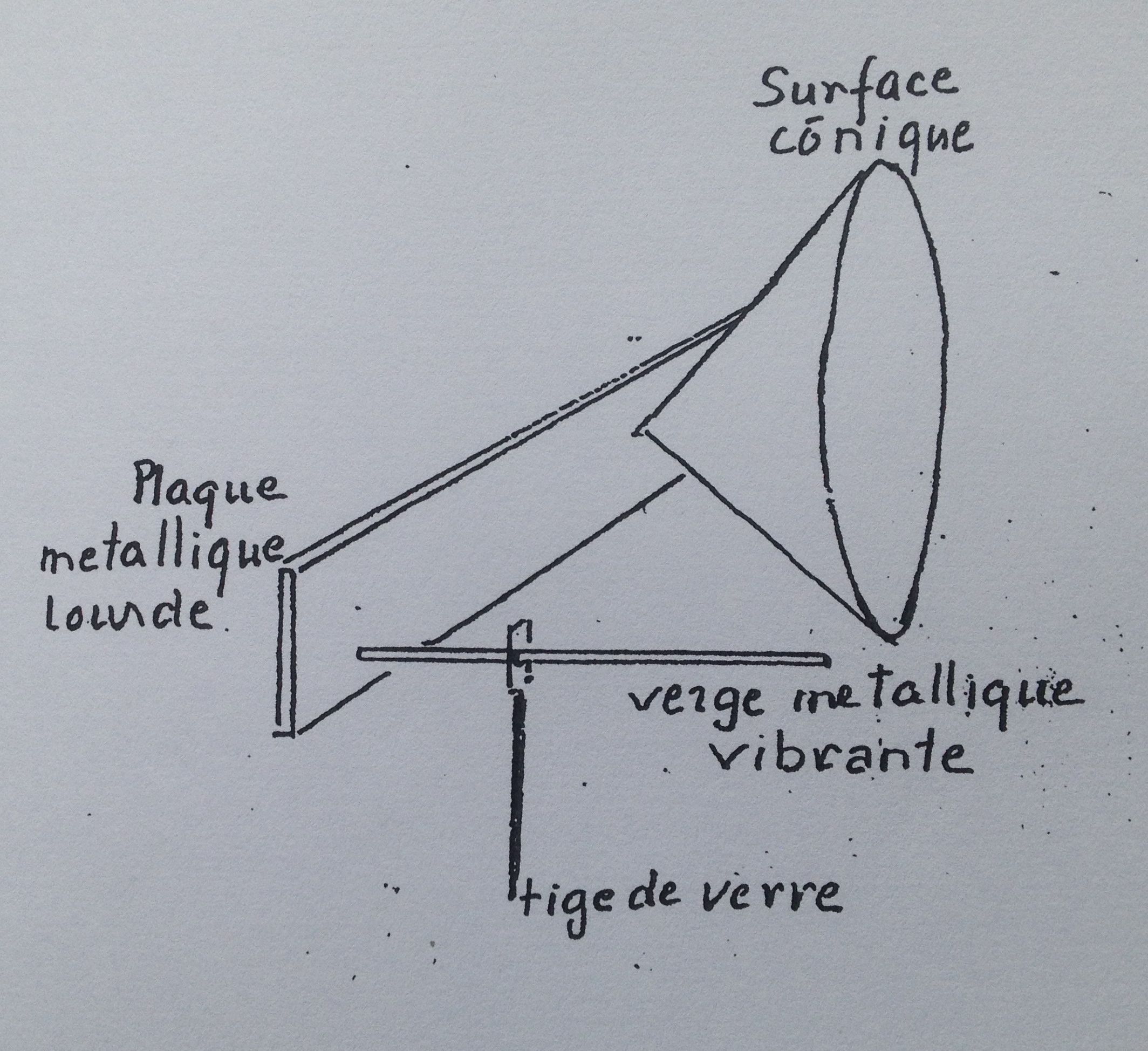
Représentation simplifiée du Cristal Baschet.

Le Cristal Baschet est une regénération de l' euphone ; instrument inventé par Ernst Chladni en 1789. Cristal Baschet, Titanium Euphone, Orgue de bohème, etc. sont autant d'appellations ou de marques d'euphones qui s'appuient sur des composants répondant aux mêmes fonctions acoustiques : les tiges de verre que l’on frotte avec des doigts préalablement humidifiés), les résonateurs (tiges métalliques), une table d'harmonie en métal, un système de couplage par caisse de résonance ou pavillons acoustiques et divers systèmes d'effet.
Dans l’euphone, les éléments vibrants sont bien des tiges métalliques, comme l'attestent les écrits de 1821 publiés par Pr. Chladni lui-même sous le patronage de Napoléon premier et non des lames plates indépendantes les unes des autres, ce qui revient à inventer un nouvel instrument ! Le nom euphone est donc mal approprié pour certaines réalisations contemporaines : archets de verre sur lames couplés par tubes résonateurs. Le système de couplage de l'instrument de Chladni est basé sur les derniers développements apportés à l'époque au pianoforte, une table d'harmonie métallique et une caisse de résonance.
La modularité des résonateurs est également un élément caractéristique des structures sonores Baschet et permet ainsi des grandes possibilités quant au travail sur la texture sonore. Le cristal Baschet est donc une évolution sous forme sculpturale de l'euphonie comme l'attestent définitivement les écrits de François Baschet et la littérature universitaire.

## Répertoire

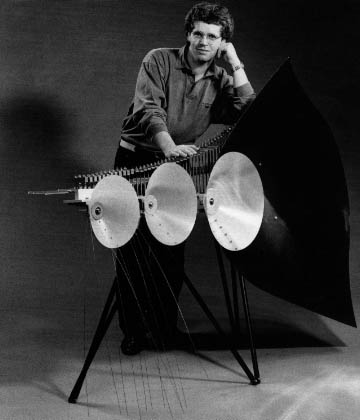
Thomas Bloch et le cristal Baschet

À son origine, il est utilisé dans le domaine de la musique concrète (style musical avant-gardiste introduit par Pierre Schaeffer et Pierre Henry) et trouve peu à peu sa technique et son répertoire, principalement grâce aux « cristallistes » Jacques et Yvonne Lasry et Bernard Baschet en 1952 puis Michel Deneuve qui s'y consacre dès 1977 ou encore Thomas Bloch et Frédéric Bousquet.
Peu de compositeurs ont écrit en intégrant principalement cet instrument : Frédéric Bousquet, Jean Philippe Calvin, Michel Deneuve, Luc Ferrari, Eric Fischer, Bruno Giner, Karinn Helbert, Alain Labarsouque, Étienne Rolin, Toru Takemitsu, Horatiu Radulescu, Emmanuel Séjourné, Roger Steptoe, Loup Barrow, Alain Voirpy, Jean-Michel Hasler. 

Il est cependant utilisé accessoirement aux côtés d'autres instruments pour diverses compositions de Jean Michel Jarre, Cliff Martinez, Marc Chouarain, Damon Albarn, Philippe Sarde, etc.
Frédéric Bousquet, dernier assistant des frères Baschet et facteur d'euphones, a écrit le premier recueil de partitions ( édition TrobaVox) pour cet instrument et Michel Deneuve une méthode d'enseignement. Il a d'ailleurs été écrit une méthode complète en deux volumes ainsi qu'un traité d'instrumentation à l'usage des compositeurs.
Yvonne Lasry sera la première à développer une technique instrumentale sur le Cristal à clavier horizontal le mettant ainsi, musicalement, au niveau des instruments classiques que voulaient égaler les frères Baschet en se refusant à contribuer à la musique de variété et en rendant la musique accessible sans solfège dès 1979.
Un atelier de pratique instrumentale du Cristal Baschet a été ouvert en 1993 au Conservatoire d'Albi par Cathy Tardieu, qui le conduit toujours. Une classe de Cristal Baschet a également été ouverte au Conservatoire de Brive-la-Gaillarde en 2003 par Michel Deneuve. Cette classe est conduite depuis 2010 par Antoine Mas.
Le Cristal Baschet a été mis à profit dans des domaines très divers : spectacle de danse, musique de film (La Marche de l'Empereur, Solaris, Le testament d'Orphée, La saison des Orphelins film,...), théâtre, jazz, improvisation, contes (Bruno de La Salle), musique contemporaine, chanson et rock.
Dans ces deux derniers domaines, le multi-instrumentiste Thomas Bloch a joué du Cristal Baschet sur des enregistrements de Daft Punk, Gorillaz, Tom Waits, Manu Dibango, Vanessa Paradis, Arthur H, Lokua Kanza, Jarvis Cocker.

## Notes et références

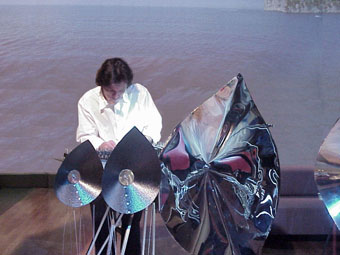
Michel Deneuve au cristal Baschet, 2000